# 長島三奈
長島 三奈（ながしま みな、1968年6月3日 - ）は日本のスポーツキャスター、実業家。東京都大田区出身。独身。血液型O型。本名は長嶋 三奈（読み同じ）。

## 人物
読売ジャイアンツ（以下、巨人）終身名誉監督である長嶋茂雄の次女。スポーツキャスターとして、テレビ朝日スポーツ局に勤務したのちフリーになる。
母・亜希子の死後は父の個人事務所「株式会社オフィスエヌ」の代表取締役を務めている。

## 長嶋茂雄家
長男（一茂）・長女・次女（三奈）・次男（正興）の順に出生。
長男はタレントで元プロ野球選手・元読売ジャイアンツ野球振興アドバイザーの長嶋一茂。次男は元レーシングドライバーの長島正興。
父・母・長男は「長嶋」と表記しているが、次女（三奈）と次男（正興）は「長島」と表記している。

## 経歴
田園調布雙葉小学校、田園調布雙葉中学校・高等学校を経て、日本大学文理学部哲学科を卒業。
1991年にテレビ朝日入社。スポーツ局で記者として活動し、『ニュースステーション』のスポーツコーナーや『長島三奈の熱闘!スポーツM18』でキャスターを務めた。2000年3月に一旦退社し、2001年2月に契約社員として職場復帰した。2014年1月31日付でテレビ朝日との契約が終了し、フリーとなった。
2000年を除いた1998年から2013年の15年間、夏の全国高等学校野球選手権大会のダイジェスト番組『熱闘甲子園』でメインキャスターを務めた。長年、高校野球の取材に関わってきたことから、2017年に第99回全国高等学校野球選手権大会の開幕試合で始球式を務めた。

## 出演番組
- 熱闘甲子園（1998年、1999年、2001年 - 2013年[6]）- 2018年 - 2019年に一日だけゲスト出演。
- 長島三奈の熱闘!スポーツM18（1999年4月 - 2000年3月）
- ナンだ!? - 前身番組『プロ野球ってナンだ?』ではディレクターを兼任。
- ANN NEWS&SPORTS（2008年4月 - 2012年9月、土曜スポーツキャスター）
- 全英オープンゴルフ（スタジオ進行役）
- ポータル ANNニュース&スポーツ（2012年10月 - 2015年3月、スポーツキャスター）
- 雨上がり決死隊のトーク番組アメトーーク!「高校野球大好き芸人」
- 独占!長嶋茂雄の真実 ～父と娘の40年物語～（TBS系、2015年1月3日）
- 小堺一機と渡辺美里のスーパーオフショット（ニッポン放送、2015年12月ゲスト）
- 金曜ロードSHOW!「人生が二度あれば 運命の選択」（日本テレビ系、2017年2月24日） - 花田虎上にインタビュー。
- 久米宏 ラジオなんですけど（TBSラジオ、2018年8月25日）